# Рашид Талиа

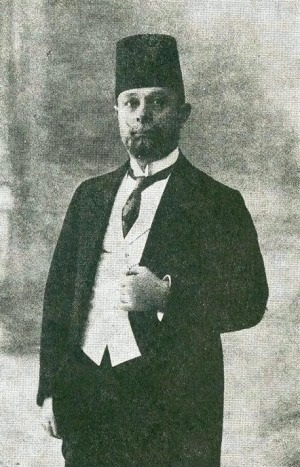

Рашид Талиа (араб. رشيد طليع‎, 1877, Ливан — сентябрь 1926) — премьер-министр Трансиордании (с 11 апреля 1921 по 15 августа 1921 года).
Учился в королевской школе в Стамбуле. После освобождения арабских стран от османской империи король Сирии Фейсал I звал его в Дамаск и поручил ему министерство внутренних дел. Когда 11 апреля 1921 года в иорданском эмирате было создано первое правительство, то Рашид Талиа по поручению эмира Абдалла ибн Хусейн возглавил его.
Из за его активной борьбы против французской оккупации Сирии он был в его отсутствие приговорён французами к смертной казни.